# Großer Feldberg
El Großer Feldberg es la cumbre más alta (878 metros) en las montañas de Taunus. Está situado en el distrito del Alto Taunus en Hesse, Alemania.
El transmisor de Taunus se encuentra en la parte superior de la montaña. Un mirador con unas vistas de larga distancia en las colinas Taunus al norte y oeste y más allá de la llanura de Rin-Meno al sur y el este. Un restaurante y una cabaña ofrecen sus servicios a los turistas.
- Datos: Q677873
- Multimedia: Großer Feldberg / Q677873